# La Vache-Noire
La Vache-Noire est aussi un carrefour de Trappes dans les Yvelines.
La Vache-Noire est un carrefour d'Arcueil, au sud de Paris en Île-de-France sur la D920 (anciennement RN 20). Ce carrefour a donné son nom au quartier qui l'entoure et au centre commercial ouvert en 2007.

## Le carrefour de la Vache-Noire

### Origine du nom
L'origine du nom de ce carrefour a donné lieu à plusieurs interprétations. On l'a longtemps attribuée au train qui faisait halte dans ce carrefour : l'Arpajonnais. Sa locomotive, la « Tubize » fumait et crachotait. Les usagers l’avaient surnommée « La Vache-Noire » de par son bruit, sa forme et sa couleur. Ce nom aurait ainsi été donné au carrefour où s’arrêtait l’Arpajonnais, à l’entrée de Montrouge. Cette explication est encore donnée dans quelques documents officiels,.
L'origine de ce nom est de fait plus lointaine car on le retrouve sur le plan du cadastre de 1812. Une « auberge de la Vache noire » située en bordure de la « route royale no 20 » est mentionnée dans une ordonnance royale de 1837 portant sur la création d’une nouvelle route « à la sortie d’Arcueil ». Sur les plans de 1812 et de 1859, la mention ne désigne pas l'ensemble du carrefour, mais la bâtisse comprenant trois ailes et une cour, située du côté de la route d'Orléans. Elle désigne en revanche tout le carrefour à partir du plan de 1901. C'est donc bien l’auberge de la Vache noire qui a transmis son nom au carrefour.

### Voirie
Elle est aujourd'hui le pont de rencontre de l'avenue Aristide-Briand (anciennement route d'Orléans), de l'avenue du Président-Allende (qui mène vers l'avenue Jean-Jaurès, et dont elle portait antan le nom), de l'avenue Laplace et de l'avenue Marx-Dormoy (anciennement rue du Fort).

### Un des plus importants projets d'aménagement en Île-de-France des années 2000
Le projet d'aménagement du quartier prend sa source en 1995 lorsque le groupe Thomson-CSF décide de vendre les terrains qu'il y occupe depuis de nombreuses années. Il s'agit de l'usine de la société Sintra (Société Industrielle des Nouvelles Techniques RAdioélectriques), devenue Sintra-Alcatel en 1982 et rachetée par Thomson-CSF en 1985, puis rebaptisée Thomson-Sintra Activités sous-marines. À la fin des années 1980, ce site regroupait 3 000 employés. En 1995, il ne reste plus que 300 employés, le groupe Thomson-CSF décide de transférer l'activité dans son site de Sophia-Antipolis et de fermer le site d'Arcueil,.
Sur les terrains laissés vacants par Thomson-CSF, la ville d’Arcueil entreprend alors une démarche volontariste pour aménager tout un nouveau quartier au carrefour de la Vache-Noire. La ville attend de cette opération des retombées considérables : création d’emplois, dynamisme économique, urbanisme et architecture de qualité, animation du quartier et création d’une véritable porte d’entrée de la ville, de l’agglomération et du département ; « Le choix d’un concept architectural ambitieux et innovant permettra d’avoir l’essentiel des galeries du centre commercial enterrées, et c’est le toit en pente inclinée de celui-ci qui servira de socle au parc planté ».
L'opération est confiée à la société d'économie mixte dédiée à l'aménagement et au développement du Val-de-Marne (SADEV94) ; elle comprend deux zones d'aménagement concerté : la « ZAC de la Vache-Noire » et la « ZAC des Portes d’Arcueil ».

## Les deux ZAC

### La ZAC de la Vache-Noire

#### Objectif

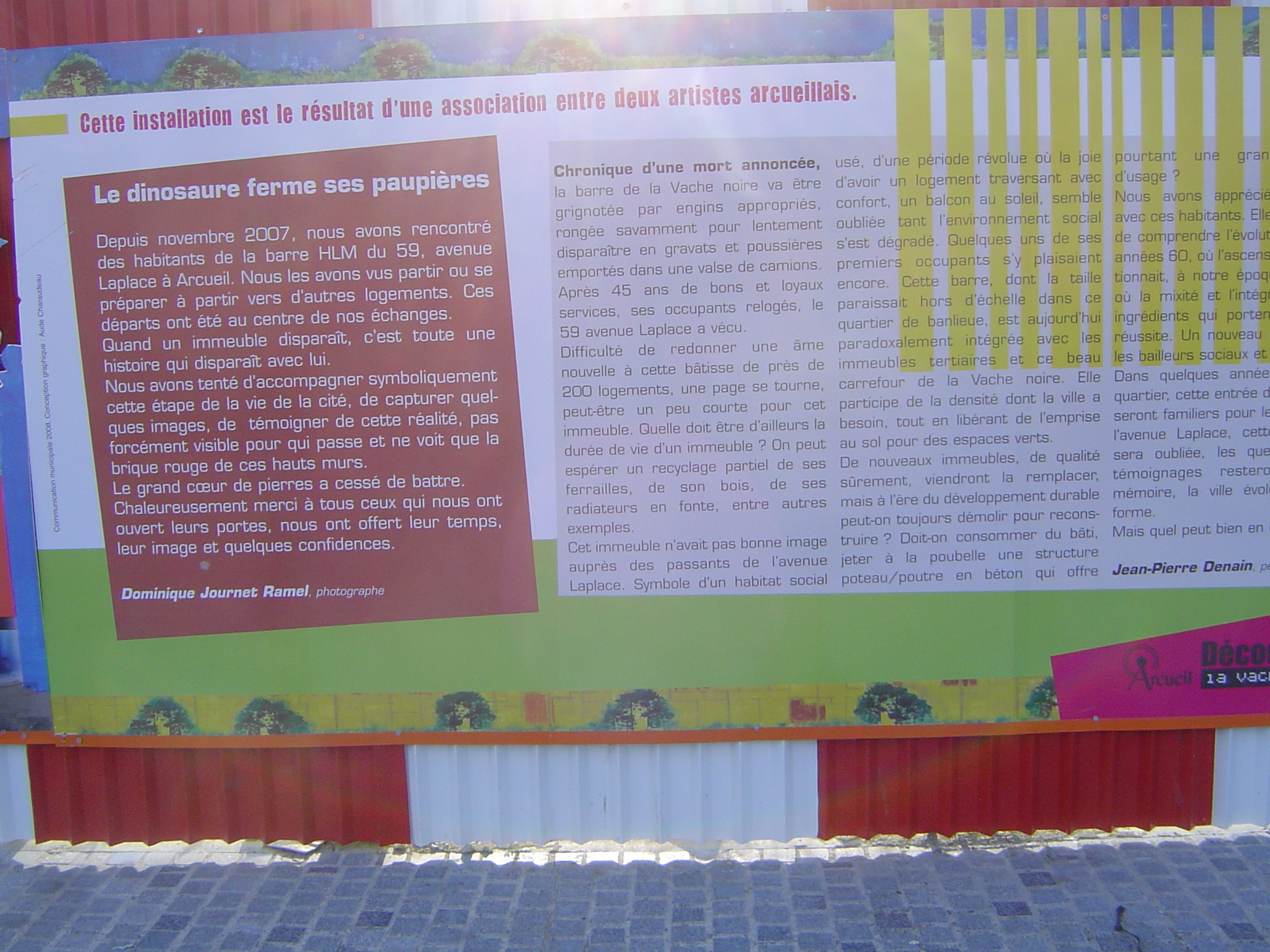
Le dinosaure ferme ses paupières.

L'objectif de cette ZAC est de transformer un quartier hébergeant des friches industrielles, une barre HLM et un carrefour à fort trafic en un lieu de vie de qualité. Après quelques années de travaux, le carrefour s’est transformé en place, avec en son cœur, une quarantaine de séquoias formant une forêt urbaine. Autour, de nouveaux immeubles ont vu le jour, notamment 350 nouveaux logements, une cité paysagère et des immeubles de bureaux. La barre HLM de la Vache-Noire a été démolie et va laisser la place à de nouveaux logements.

#### Fin des barres HLM

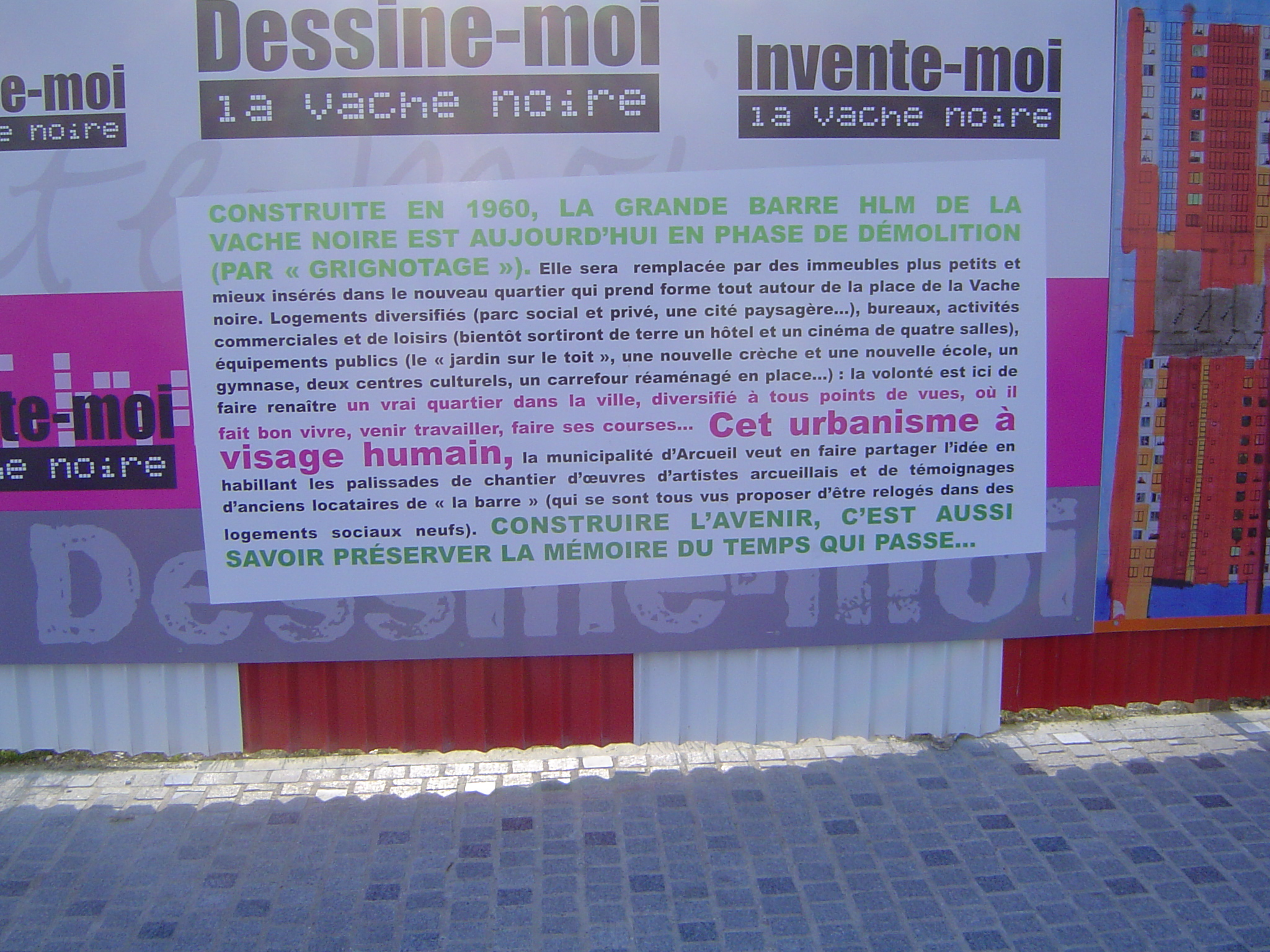
Le grignotage de la barre HLM.

### La ZAC des portes d'Arcueil

#### Objectif

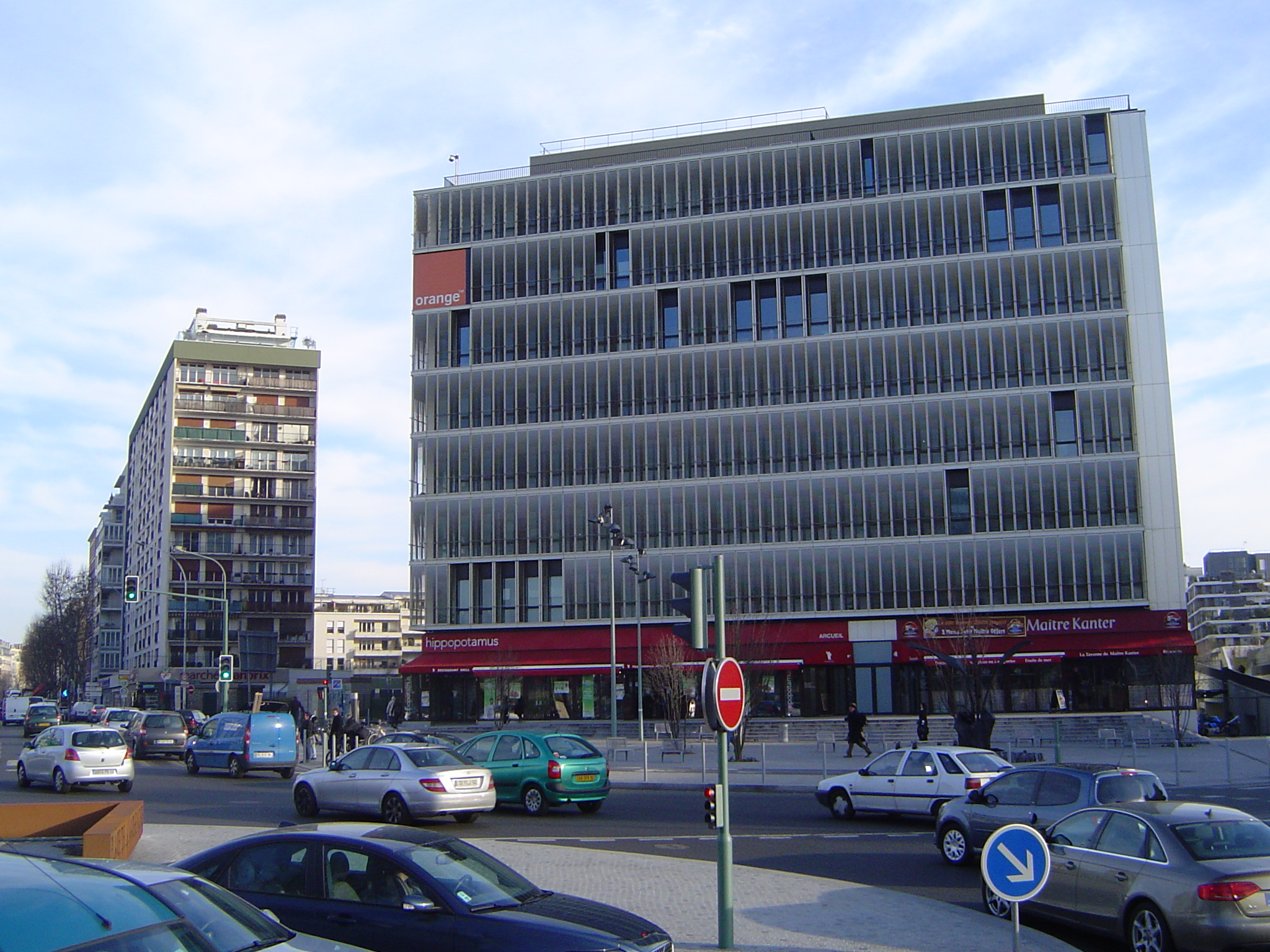
Le siège social d'Orange.

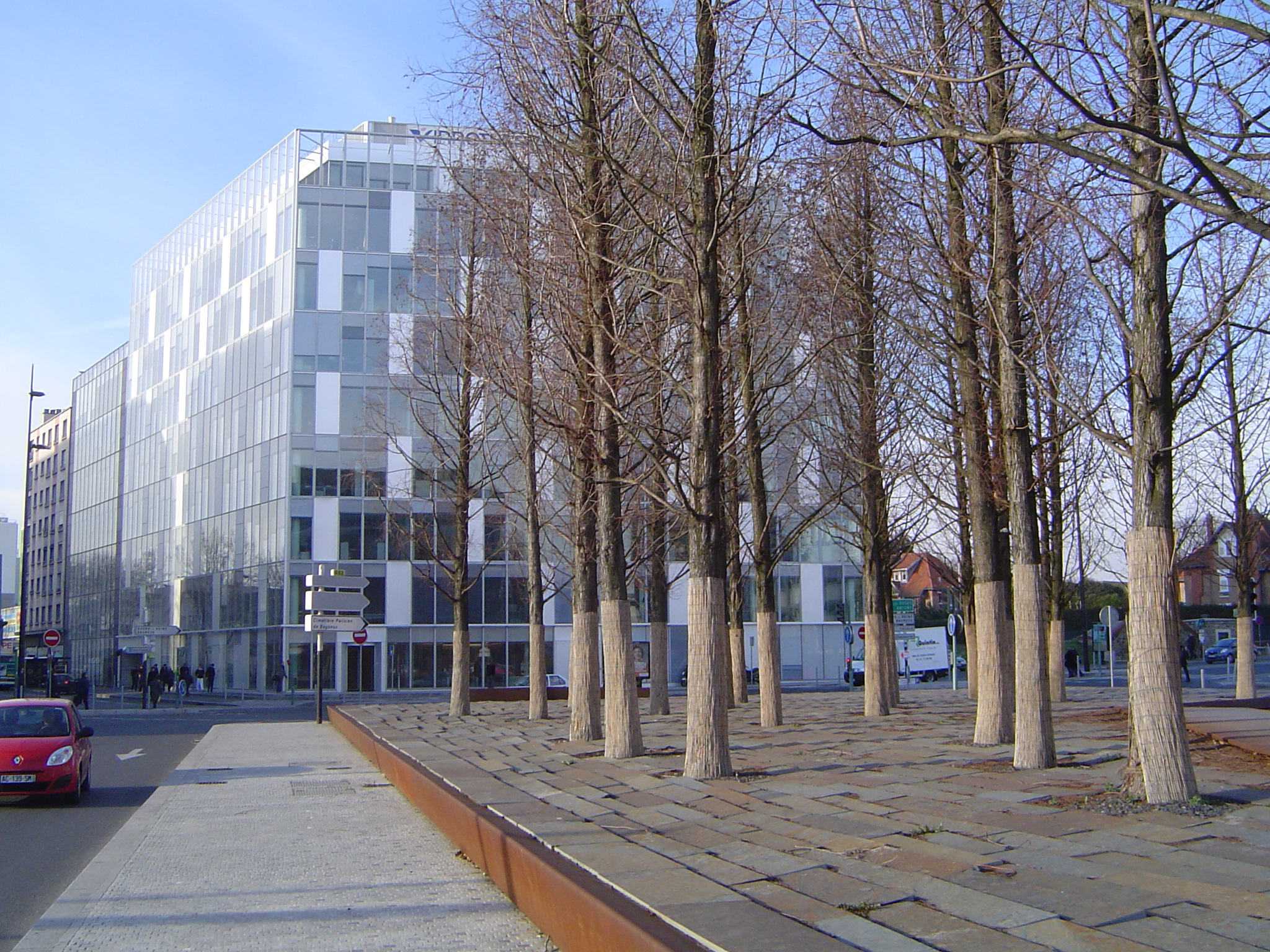
Vue du centre du carrefour.

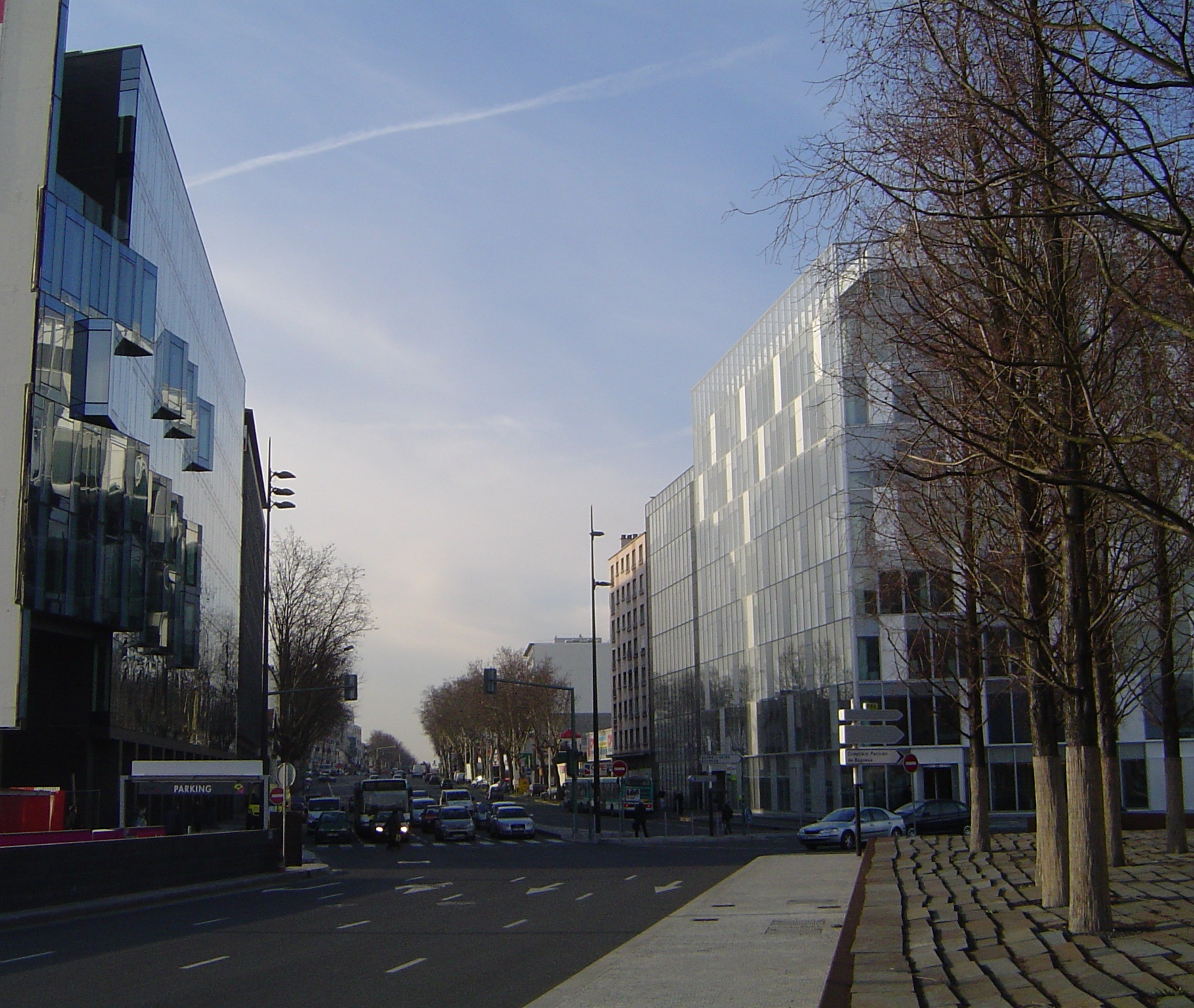
Vue vers la province.

Après une phase de démolition en 2003, les travaux ont démarré début 2004 par l'important chantier de terrassement de 18 mètres de profondeur destiné à la construction des futurs parkings. Dès juillet 2004 a débuté la construction de trois immeubles de 45 000 m2 de bureaux occupés par le siège d’Orange France au deuxième semestre 2006. Les travaux de construction des logements ont alors démarré pour se terminer en 2007,.
La ZAC des Portes d’Arcueil regroupe ainsi des fonctions mixtes sur 7 hectares :
- un centre commercial d'une superficie de 49 263 m2
- 90 commerces aux pieds des bureaux (595 m2) et aux pieds des logements (104 m2)
- 62 607 m2 de bureaux
- 260 logements, dont cent en accession privée sur la voie nouvelle est, quatre-vingts en accession privée au-dessus du centre commercial, et quatre-vingts logements sociaux
- une crèche/garderie (288 m2) de vingt berceaux
- des espaces verts avec la réalisation d’un parc d’1,5 hectare, et une centaine d’arbres plantés sur le site
- 2 768 places de stationnement
- des équipements publics : extension du groupe scolaire Laplace et restructuration du centre culturel et de loisirs Jean Jaurès, rénovation des bâtiments d’Anis Gras.

#### Le centre commercial

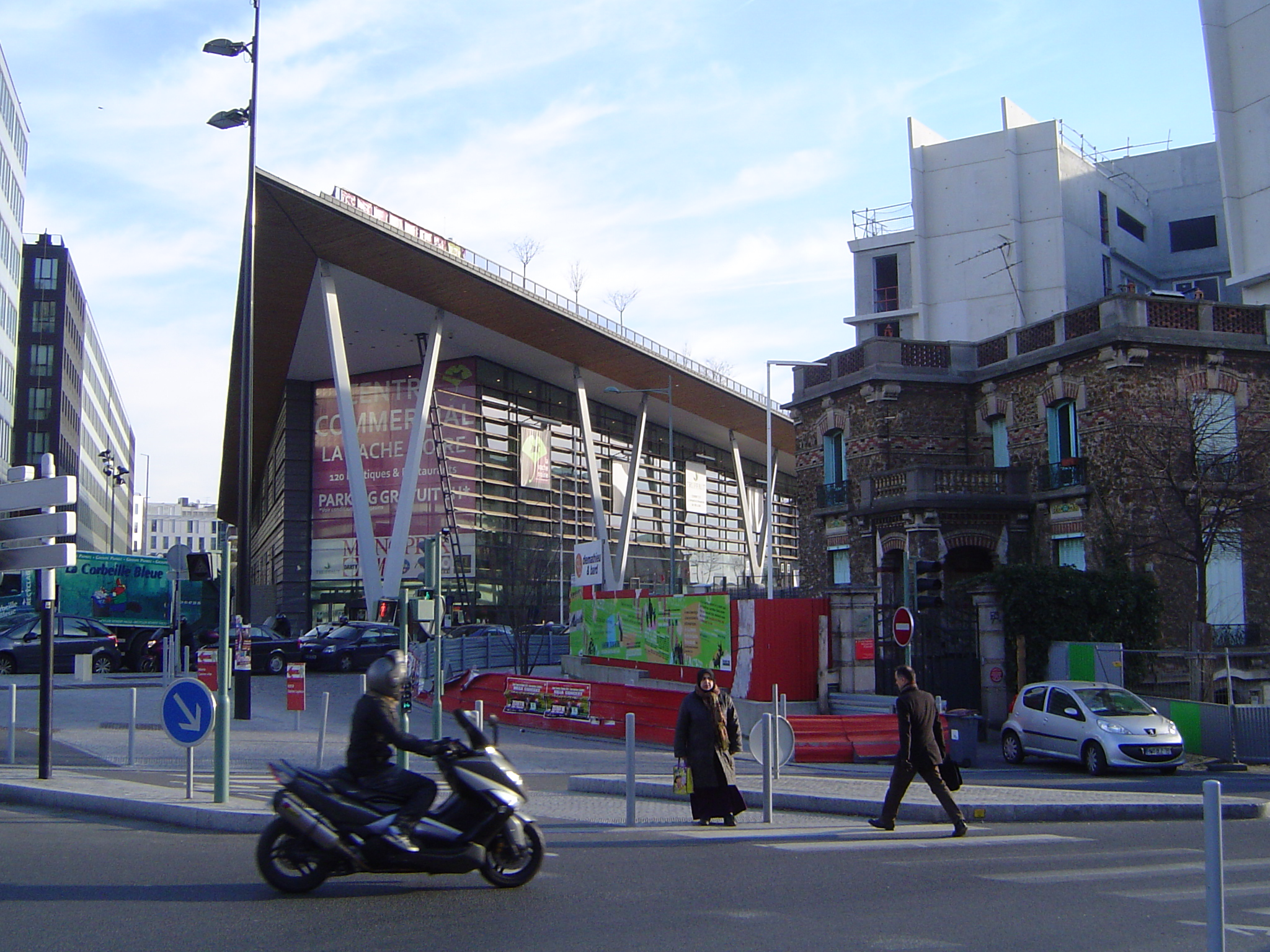
Le centre commercial.

En 2004, le Groupe ING lance un projet : ouvrir un nouveau centre commercial aux portes d'Arcueil, intégré dans ce nouveau quartier rénové. Les travaux commencent en 2005 avec AM Développement France. Le groupe ING installe quelques aménagements pour l'accès en bus ou en voiture, déjà en 2006-2007 avant l'ouverture. La ligne de bus RATP qui a eu le plus d'aménagements est la ligne 323. Une piste cyclable est également aménagée aux abords. 
Le promoteur étant néerlandais, le centre commercial a été conçu « à la néerlandaise[Quoi ?] », le différenciant ainsi d'autres centres commerciaux ayant le modèle  « à la française[Quoi ?] » relativement opposé.
Le centre commercial a été ouvert au public le 7 septembre 2007. Il comprend 120 boutiques. et de nombreux restaurants sur quatre niveaux, avec 1 800 places de parking disponibles et ouvertes à tous 24 h/24 h.

## Transports
Le centre commercial de la Vache Noire est desservi à proximité par la ligne B du RER à la Gare de Laplace ainsi que la ligne 4 du métro à la station Barbara.

## Culture
Avant les travaux de rénovation du quartier, une vache peinte sur une planche de bois était visible dans le petit square attenant au carrefour. Cette vache noire est toujours visible sur la page d'accueil du site officiel de la ville d'Arcueil.

## Le jardin du centre commercial

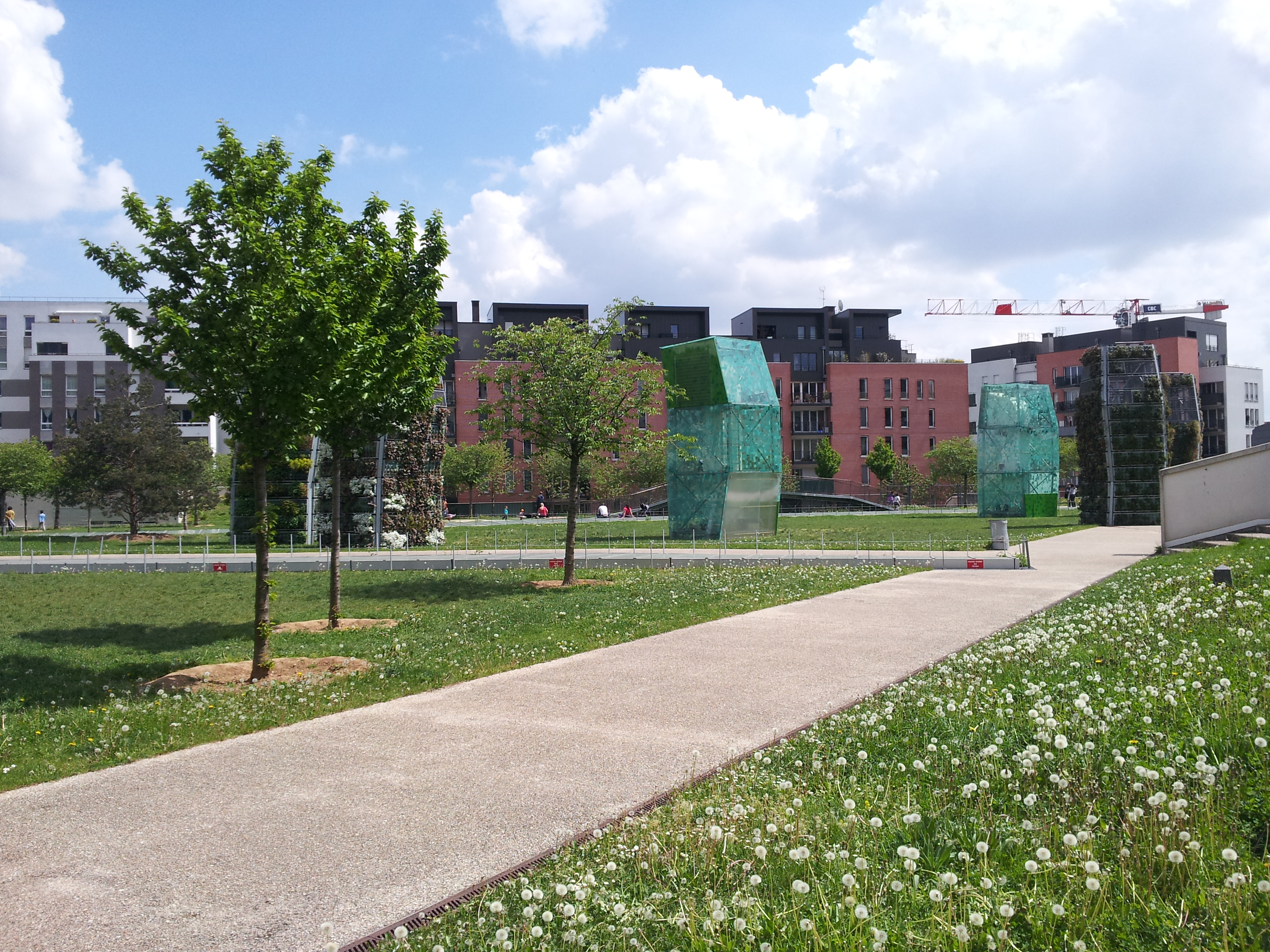
Le jardin attenant au centre commercial

En raison de la topographie du lieu, la toiture du centre commercial propose un jardin ouvert aux mêmes horaires que le centre commercial.

## Compléments